# Calci caseinat

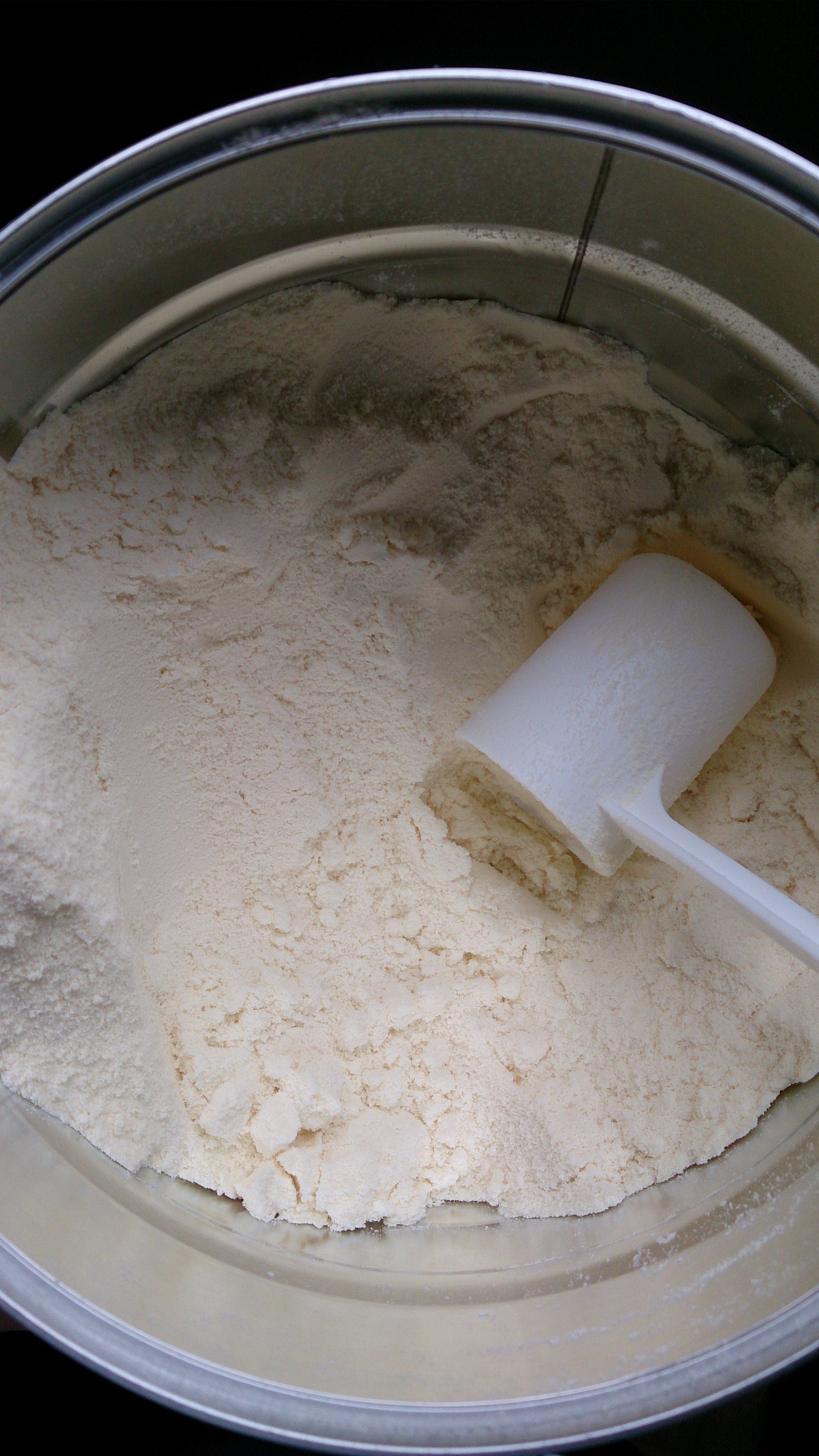
Sữa bột được tăng cường hàm lượng calci caseinat

Calci caseinat là một trong một số protein sữa có nguồn gốc từ casein trong sữa tách béo và chiếm tỷ trọng 1% sữa. Calci caseinat được sử dụng chủ yếu trong chế biến bữa ăn và phân hủy chất béo. Casein được tạo ra bằng cách thêm một chất kiềm vào một dẫn xuất khác của casein, casein axit. Loại caseinat được xác định bởi cation được thêm vào cùng với casein axit. Các cation khác được sử dụng để tạo thành casein ngoài calci bao gồm amoni, kali và natri. Calci caseinat chứa khoảng 17% axit glutamic. Calci casein cũng hòa tan và không đóng cục trong dạ dày.

## Tính chất vật lý
Calci casein thường ổn định ở độ pH trên 5,7 và xuất hiện dưới dạng chất lỏng màu trắng đục. Điều này không giống như casein amoni, kali và natri, thực tế rõ ràng. Ở độ pH trung tính hoặc axit, casein tương đối không hòa tan trong nước và dễ dàng tách ra khỏi các protein sữa, đường và khoáng chất khác. Hầu hết các caseinat có khả năng chịu được nhiệt độ 140 °C (284 °F), tuy nhiên calci caseinat bị ảnh hưởng bởi nhiệt với nhiệt độ thấp tới 50 °C (122 °F). Calci là một cation hóa trị hai, cho phép nó hình thành liên kết với một số anion caseinat. Điều này dẫn đến sự hình thành một số liên kết cộng hóa trị giữa các anion casein, cuối cùng có thể khiến casein được liên kết chéo tạo thành các túi của các vùng kỵ nước.
Nội dung thực phẩm và công dụng của Casein: Một số loại thực phẩm, kem, và các món topping đều chứa nhiều loại caseinat. Natri casein đóng vai trò là chất phụ gia thực phẩm lớn hơn để ổn định thực phẩm chế biến, tuy nhiên các công ty có thể chọn sử dụng calci caseinat để tăng hàm lượng calci và giảm nồng độ natri trong các sản phẩm của họ.